# Nälkäjärvi (sjö i Enare, Lappland, Finland, östra)
Nälkäjärvi och Nälkäjärvi, eller Nelgijävri är  sjöar i Finland. De ligger i kommunen Enare i landskapet Lappland, i den norra delen av landet, 1 100 km norr om huvudstaden Helsingfors. Nelgijävri ligger 118,8 meter över havet. Arean är 42,3 hektar och strandlinjen är 7,48 kilometer lång. Sjön  ingår i Neidenälvens huvudavrinningsområde. 